# 阮玉珪珈
安富公主阮玉珪珈（越南语：／；1813年8月12日—1865年4月28日），初名阮玉璋珈（越南语：／），後避紹治帝諡號“章”皇帝而改今名，越南阮朝明命帝次女，生母贤妃吴氏政。

## 生平
嘉隆十二年七月十七日（1813年8月12日），阮玉珪珈在順化京城出生。珪珈年少時端靜守禮。明命十四年（1833年），珪珈21歲，下嫁良能伯阮文孝之子阮文肅。嗣德七年（1854年），嗣德帝封珪珈為安富公主。嗣德十八年四月四日（1865年4月28日），珪珈去世，享年五十三歲，諡貞信。
安富公主育有三子三女。